# 1823 у науці

## Астрономія
- Німецький астроном Генріх Ольберс описав парадокс Ольберса, у закінченій формі опис датується 1826-м.
- В Англії засновано Кембриджську обсерваторію.[1]
- Уперше спостерігалася  Велика комета 1823.

## Хімія
- Чарлз Макінтош запатентував водонепроникну тканину.[2]

## Математика
- Янош Бояї завершив трактат про паралельні лінії, назвавши свою  теорію абсолютною геометрією, проте публікація відбулася лише в 1832.

## Медицина
- Філіпп Франц фон Зібольд почав знайомити Японію із західною медициною.
- Томас Воклі заснував журнал The Lancet.

## Палеонтологія
- У печері на півострові Говер поблизу Уельсу, Вільям Бакленд дослідив  "Червону даму з Пейвіленда" — перше ідентиковане доісторичне поховання (чоловіче). Кості лежали з кістками мамонта, що доводило одночасне співіснування.[3]
- На Юрському узбережжі на півдні Англії Мері Еннінг знайшла перший повний скелет Плезіозавра.[4]

## Фізика
- Вільям Стерджен винайшов електромагніт.

## Технологія
- Англійський винахідник  Семюел Браун отримав перший патент на водневий двигун на нестиснутому повітрі[5] — перший двигун внутрішнього згорання, який знайшов промислове застосування.[6]
- Лінзу Френеля  уперше використали на маяку в естуарії Жиронди.[7]
- Французький офіцер Анрі-Жозеф Пексан розробив гармату Пексана — першу корабельну гармату, що стріляла фугасними снарядами.

## Публікації
- Нобачив світ перший номер Annals of the New York Academy of Sciences.

## Нагороди
- Медаль Коплі отримав астроном Джон Понд[8]

## Послання на джерела
1. ↑  Stratton, F. J. M. (1949). The History of the Cambridge Observatories. Annals of the Solar Physics Observatory, Cambridge. 1.
2. ↑  Prosser, R. B. (2004). Macintosh, Charles (1766–1843). Oxford Dictionary of National Biography. Oxford University Press. doi:10.1093/ref:odnb/17541. Процитовано 23 квітня 2011. (необхідна підписка або членство в публічній бібліотеці Сполученого Королівства)
3. ↑  Aldhouse-Green, Stephen (October 2001). Great Sites: Paviland Cave. British Archaeology (61). Архів оригіналу за 28 лютого 2006. Процитовано 16 липня 2010.
4. ↑  Torrens, Hugh (1995). Mary Anning (1799–1847) of Lyme; 'The Greatest Fossilist the World Ever Knew'. The British Journal for the History of Science. 25 (3): 257—284. doi:10.1017/s0007087400033161.
5. ↑  Gill, T. (1826). The Technical Repository, p. 383.
6. ↑  Hardenberg, Horst O. (1992). Samuel Morey and his atmospheric engine. SP-922. Warrendale, Pa.: Society of Automotive Engineers. ISBN 1-56091-240-5.
7. ↑  Watson, Bruce (August 1999). Science Makes a Better Lighthouse Lens. Smithsonian. 30: 30.
8. ↑  Copley Medal | British scientific award. Encyclopedia Britannica (англ.). Процитовано 22 липня 2020.